# Чарльз Беннетт (фізик)
Чарльз Беннетт (7 квітня 1943 , Нью-Йорк, Нью-Йорк ) — американський фізик-теоретик, інформатик, один з творців теорії квантової багаточастинкової взаємодії, BB84, Bennett acceptance ratio методу. Відомий своїми основними результатами у квантовій теорії інформації,  квантової інформатики та з квантової криптографії.

## Біографія
Чарльз Беннетт народився в 1943 році в Нью-Йорку. Його батьки — Енн та Бойд Беннетт були вчителями музики.
У 1960 році закінчив школу в Нью-Йорку (Кротон-Хармонська Вища Школа) і вступив до Брандейського університету у Волтемі. Там він протягом 4 років навчався хімії і в 1964 отримав ступінь бакалавра наук в області хімії. Після цього, в 1964 році Беннетт поступив в Гарвардський університет і почав займатися дослідженнями по молекулярній динаміці під керівництвом  Девіда Тернбулла та Берні Олдер. У 1971 він отримав ступінь доктора наук за комп'ютерну симуляцію молекулярного руху. Потім Беннетт продовжив дослідження вже під керівництвом Енісура Рахмана в Аргонській національній лабораторії і займався ними ще рік.

## Початок кар'єри
У 1972 Чарльз Беннетт прийшов в IBM Research. У цей же самий час інший фізик — Рольф Ландауер займався в IBM Research завданнями пов'язаними з теоретичною інформатикою. Це справило глибокий вплив на Беннетта, майбутнього засновника квантової інформатики, і сформувалися його інтереси пов'язані з фізикою і інформатикою.
У 1973 Чарльз Беннетт опублікував статтю про логичну оборотність обчислень, в якій, спираючись на роботи Рольфа Ландауера, показав що обчислення можуть проводитися оборотним шляхом. Він, в якійсь мірі, передбачив головну ідею квантових комп'ютерів — оборотність обчислень.
У 1982 Чарльз Беннетт, спираючись на теорію інформації, запропонував ще одну інтерпретацію Демона Максвелла, яка показує, що кінцевий об'єм пам'яті обов'язково призведе до знищення інформації, що в свою чергу є термодинамічно незворотним процесом.
Він також запропонував алгоритм обчислення різниці вільних енергій двох систем, який отримав назву Bennett acceptance ratio метод.
З 1983 по 1985 Чарльз Беннетт читав лекції з криптографії та обчислювальної фізики у Бостонському університеті.

## Квантова криптографія
У 1984 Чарльз Беннетт, спільно з Жиль Брассар з Монреальського університету, запропонував перший квантовий протокол шифрування інформації BB84, заснований на принципі невизначеності Гейзенберга. У той час як більшість традиційних методів засновані на обчислювальній складності алгоритмів, наприклад, факторизація. Беннетт запропонував відправити по одному, випадково поляризованому, фотону кожному зі співрозмовників. Таким чином можна встановити захищене з'єднання між співрозмовниками без початкової секретної інформації. Згодом, разом з Джоном Смоліном, створив перший квантовий генератор ключів. Після цього почався бурхливий розвиток квантової криптографії з використанням оптоволокна і у вільному просторі.

## Алгоритмічна теорія інформації
Паралельно з дослідженнями з квантової криптографії Чарльз Беннетт зробив внесок у розвиток (алгоритмічної теорії інформації). Він ввів інше визначення міри внутрішньої складності фізичного стану (логічна складність), відмінне від визначення міри складності по Колмогорову.

## Квантове надщільне кодування
На початку 1990-х Чарльз Беннетт зацікавився незвичайними взаємозв'язками квантових станів, відкритими в 1930-х роках  Ейнштейном, Подольським, Розеном і Шредінгер, які мають назву квантової заплутаністю. У 1992, спільно з Стівеном Вайзнером, Беннетт опублікував статтю, яка справила революційні зміни у теорії комунікації. У статті йшлося про те, що за допомогою одного квантового біта (наприклад фотона з двома поляризаціями) завдяки парі «заплутаних» квантових частинок стає можливим відправити два біти інформації. Це дозволяє обійти межу Голево, згідно з якою один квантовий біт може передати тільки один біт інформації. Явище отримало назву  квантового надщільного кодування.

## Квантова телепортація
В цьому ж році у Монреалі проходив семінар Вільяма Вуттерса. На ньому гаряче обговорювалися проблеми пов'язані з оптимальною передачею квантового стану між двома лабораторіями, що знаходяться далеко один від одного. У дискусії брали участь Ешер Перес, Річард Джозе, Клод Креп'є та Жиль Брассар. Перес згадав, що з нагоди свого 60-річчя Беннетт задав фундаментальне питання: «Що станеться якщо ми дамо кожній лабораторії по одній частці з пари заплутаних?». Ця ідея послужила основою для відкриття явища квантової телепортації.
В 1993 Physical Review Letters опубліковано статтю «Teleporting an Unknown Quantum State via Dual Classical and Einstein-Podolsky-Rosen Channels», яку написали учасники дискусії в Монреалі. У статті вчені показали, що, маючи в кожній з лабораторій пару заплутаних часток, а також можливість обмінятися двома бітами інформації, можна передати квантову інформацію від першої частки до другої, яка знаходиться у віддаленій лабораторії. Квантова інформація стирається з першої частки і потім відновлюється на другий завдяки їх заплутаності. Кілька років по тому і квантове надщільне кодування, і квантова телепортація були перевірені експериментально. Експерименти були проведені командою Антона Цайлінгера

## Подальші роботи
У 1995-97 роках Чарльз Беннетт і його команда створили квантову теорію заплутаності і запропонували кілька різних технік для стійкої передачі класичної та квантової інформації по каналу з перешкодами. В результаті, разом з відкриттям квантової телепортації і квантового надщільного кодування учений зробив величезний внесок в теорію квантової комунікації і квантових обчислень. Зокрема, протокол, заснований на явищі квантової заплутаності і розроблений Беннеттом і його колегами надихнув команду вчених з Гданська. А саме, в 1996 у Гданську була відкрита так звана межа заплутаності. Це породило інтерес у інших вчених, що призвело, серед іншого, до відкриття так званого ефекту блокування інформації, а також створення основи для побудови теорії квантової багаточастинкової взаємодії.
Чарльз Беннетт вніс величезний внесок у теорію квантового каналу. Зокрема, його стаття про зв'язок між пропускною здатністю квантового каналу за рахунок явища заплутаності і зворотного теоремою Шеннона, що стала основною в цьому напрямку науки.
Досягнення Чарльза Беннетта сформували фундамент для нового напряму науки — квантової теорії інформації. Вони допомогли швидкому розвитку експериментальних технік по перетворенню і управлінню квантовими системами, або квантових технологій. Вони так само внесли революційні зміни в основу квантового опису природи.

## Визнання
- 1995:IBM Fellow[en]
- 1996:International Quantum Communication Award[de][11]
- 1997:Член Національної академії наук США[12]
- 2006:
  - Премія Ранка[ru][13]
  - Почесний доктор Гданського університету[5]
- 2008:Премія Гарві[14]
- 2010:Премія Окава
- 2012:Thomson Reuters Citation Laureates[15]
- 2017:Медаль Дірака Міжнародного центру теоретичної фізики[16]
- 2018:Премія Вольфа з фізики[17]